# 派克沼海鯰
派克沼海鯰為輻鰭魚綱鯰形目海鯰科的其中一種，分布於南美洲蓋亞那至巴西北部大西洋岸半鹹水水域、海域，棲息深度15-20公尺，體長可達190公分，棲息在水質混濁的底層水域，屬肉食性，雄魚會以口孵卵，可做為食用魚。

## 擴展閱讀
維基物種上的相關：派克沼海鯰